# Dubái Seenu (película de 2007)
Dubai Seenu es una película india de comedia y acción en telugu lanzada en 2007. Fue dirigida por Srinu Vaitla y producida por DVV Danayya. La película cuenta con Ravi Teja y Nayanthara en los papeles principales. La música de la película fue compuesta por Mani Sharma.
Se realizó una adaptación en kannada titulada "Dubai Babu". Además, una versión doblada al tamil llamada "Dubai Rani" llegó a las pantallas en Chennai el 29 de julio de 2016.

## Trama
Srinivas, interpretado por Ravi Teja, es conocido en su pueblo como Dubai Seenu. Su aspiración es buscar la fortuna en Dubái. Seenu y sus amigos se dirigen a Mumbai con la esperanza de comenzar su viaje hacia Dubái. Sin embargo, enfrentan un revés cuando caen víctimas de un estafador llamado Tataji, interpretado por Venu Madhav, debido a las artimañas de Ramki, también conocido como Rama Krishna y representado por Brahmanandam. Luego de percatarse de que han sido engañados, los amigos deciden cambiar su enfoque y se embarcan en la creación de un negocio de venta de Pav Bhaji con la asistencia de Patnaik, interpretado por Krishna Bhagavaan, quien también es un estafador.
Madhumati, interpretada por Nayanthara, trabaja como locutora en radio (RJ) y viaja a Mumbai en búsqueda de su hermano. Seenu conoce a Madhu en un tren local y se enamora profundamente de ella. Afortunadamente, Madhu aparece justo antes de la apertura de su negocio de venta de Pav Bhaji. A pesar de su atrevimiento, cuando Seenu le confiesa sus sentimientos a Madhu, ella no responde y desaparece repentinamente.
Mientras Seenu emprende la búsqueda de Madhu, se encuentra con Chakri, interpretado por JD Chakravarthy. Seenu ayuda a Chakri, quien está enamorado de Puja (interpretada por Neha Bamb), y logra unirlos en matrimonio. Chakri y Puja se comprometen a ayudar a Seenu a lograr su objetivo de ir a Dubai. Juntos hacen todos los preparativos necesarios. Además, planean regresar a Hyderabad para saldar la deuda que el padre de Chakri tenía debido a su educación.
Sin embargo, justo antes de salir, Chakri y Puja descubren algo impactante: su jefe es ni más ni menos que Jinnah Bhai, interpretado por Sushant Singh, quien es el criminal más buscado en la India. Este giro inesperado añade una dosis de intriga y peligro a la trama.
Al darse cuenta de que Chakri y Puja lo habían identificado, Jinnah y su hermano cometen un acto mortal al matar a Chakri y Puja justo antes de que Seenu llegue. Minutos antes de morir, Chakri revela un asombroso secreto: Madhu es su hermana. Este descubrimiento sacude a Seenu profundamente. Lleno de pesar y determinación, Seenu regresa a Hyderabad.
En Hyderabad, Seenu se reencuentra con Madhu y se compromete a saldar la deuda pendiente. Cuando Madhu pregunta cómo logró conseguir el dinero, Seenu revela que es el dinero que su hermano les dejó. Babji, el tío de Madhu interpretado por Sayaji Shinde, también alberga la intención de casarse con ella, lo que agrega una capa de complejidad a la trama.
Finalmente, llega el clímax de la historia, en el que Seenu confronta a Jinnah y sus secuaces. En una lucha intensa, Seenu triunfa sobre Jinnah y sus seguidores, culminando con la muerte de Jinnah. La película culmina con Seenu y Madhu casándose, cerrando así el ciclo de eventos y conflictos de la historia.

## Elenco
- Ravi Teja como Srinivas "Seenu"
- Nayanthara como Madhumati
- J. D. Chakravarthy como Chakri
- Sushant Singh como Jinnah Bhai
- Brahmanandam como Ramakrishna "Ramki"
- Sunil como prima de Seenu
- Neha Bamb como Pooja
- Bhanu Chander como DCP Dinesh
- Sayaji Shinde como Inspector del círculo de Punjagutta Babji
- Raghu Babu como la agente de Panjagutta Durga
- Supreeth como Matka Naik
- Krishna Bhagavaan como Patnaik
- Venu Madhav como Tataji/Netaji (Bommakanti Nagalingam)
- Srinivasa Reddy como Suribabu
- MS Narayana como "Estrella de fuego" Solomon Raju
- Chitram Seenu como Ramana
- Surekha Vani como esposa de Dinesh y hermana de Seenu
- Prudhvi Raj como Khadir
- Mallikarjuna Rao como 9 de 9 Shastri
- AVS como Prasad
- Fish Venkat como secuaz de Jinnah
- Master Bharath como sobrino de Seenu
- Sarika Ramachandra Rao como Ramachandra
- C. V. L. Narasimha Rao como Madhumati y padre de Chakri
- Giridhar como amigo de Seenu
- Dharmavarapu Subramanyam como manager de  Madhumati
- Ramachandra como Bujji
- Telangana Shakuntala como la abuela
- Allari Subhashini como director de la Asociación de Mujeres
- Gautam Raju como un reportero de TV9
- Srinu Vaitla en una aparición especial
- Japan Kumar en una aparición especial en "Suppanathi"

## Producción
La película representa la tercera ocasión en la que el director Vaitla y el actor Teja colaboran, previamente habiendo trabajado juntos en las películas "Nee Kosam" y "Venky".[cita requerida]

## Música
La música de la película fue creada por Mani Sharma. Las letras de las canciones fueron escritas por Ramajogayya Sastry y Sahithi.

## Recepción de la crítica
La película recibió una respuesta positiva tanto por parte del público como de la crítica. El periódico "The Hindu" mencionó: "Sí, existen fallos en el guión, pero en una película de este tipo, no se espera que uno se preocupe por ellos, ya que la lógica (el hecho de que Dubai Seenu nunca visite Dubai) nunca es la razón de ser". El portal "Idlebrain" comentó: "Por un momento, es una película que pasa el tiempo si buscas el tipo de comedia que Ravi Teja ofrece".
Estas observaciones reflejan que aunque la película podría tener ciertas imperfecciones en su guion, logra entretener y cumplir con el propósito de ofrecer comedia y diversión, especialmente considerando el estilo característico de Ravi Teja como actor.

## Rendimiento de taquilla
La película recaudó 10,73 millones de rupias durante su primera semana y alcanzó los 15,89 millones de rupias al finalizar la segunda semana. Estas cifras posicionaron a la película como una competidora fuerte en comparación con "Sivaji" (2007), una película protagonizada por Rajinikanth. Es importante destacar que "Dubai Seenu" tuvo un presupuesto de 9 millones de rupias y, considerando estas recaudaciones, se consideró un gran éxito. Para Ravi Teja, quien estaba desanimado tras el fracaso de "Khatarnak", esta película significó una gran fuente de satisfacción. Además, el filme se estrenó en aproximadamente 250 salas de proyección.